# ジョー・カストロ
ジョー・カストロ（Joe Castro、1927年8月15日 - 2009年12月13日）は、アメリカ西海岸を拠点に活動したビバップ・ジャズ・ピアニスト。

## 略歴
カストロは1927年8月15日、アリゾナ州マイアミに生まれた。15歳でサンフランシスコ・ベイエリアでプロの演奏活動を開始。1947年に除隊後、小編成のバンドを結成した。1956年にニューヨークに移り、トリオでジャズ・クラブに出演。1958年にはロサンゼルスに移り、テディ・エドワーズのカルテットに加入した。アトランティック・レコードからリーダー・アルバムを2枚リリース。1957年の『Mood Jazz』と1960年の『グルーヴ・ファンク・ソウル』である。
パートナーであるドリス・デュークのビバリーヒルズの邸宅で、しばしば非公式のジャム・セッションに参加し、その演奏の多くはテープに録音されている。彼は2009年に82歳で亡くなった。

## ディスコグラフィ

### リーダー・アルバム
- Mood Jazz (1957年、Atlantic)
- 『グルーヴ・ファンク・ソウル』 - Groove Funk Soul (1960年、Atlantic)
- Lush Life (1960年、Clover)

### コンピレーション・アルバム
- Joe Castro – Lush Life: A Musical Journey (2015年、Sunnyside) ※CD6枚組。ドリス・デュークのファルコン・レアにある邸宅でのジャム・セッションや、これまで未発表だったその他の録音を収録[3]

### 参加アルバム
- ジューン・クリスティ : Ballads for Night People (1959年、Capitol)
- ジューン・クリスティ : Road Show (1959年、Capitol) ※スタン・ケントン、フォー・フレッシュメンとのスプリット盤
- テディ・エドワーズ : 『ソニー・ロリンズ・アット・ミュージック・イン』 - Teddy Edwards at Falcon's Lair (1960年、MetroJazz) ※1958年録音。ソニー・ロリンズとのスプリット盤
- テディ・エドワーズ : 『サンセット・アイズ』 - Sunset Eyes (1960年、Pacific Jazz) ※1959年録音
- テディ・エドワーズ : Teddy's Ready! (1960年、Contemporary)
- アニタ・オデイ & ビリー・メイ : 『アニタ・オデイ・アンド・ビリー・メイ・スウィング・ロジャース・アンド・ハート』 - Swing Rodgers and Hart (1960年、Verve)
- ジューン・クリスティ : 『サムシング・クール』 - Something Cool (1960年、Capitol) ※ステレオ・ヴァージョン
- ジューン・クリスティ : The Cool School (1960年、Capitol)
- Various Artists : 『ウェストコースト・サックス・モード』 - West Coast Sax Mode (1995年、Vantage) ※1956年録音
- ズート・シムズ : Zoot Sims with the Joe Castro Trio Live at the Falcon Lair (2004年、Pablo) ※1956年録音